# Ekstensometr
Ekstensometr – przyrząd do pomiaru wydłużeń – zmian wymiarów liniowych (odkształceń liniowych) elementów maszyn i konstrukcji wykonanych z różnych materiałów. Jest także nazywany miernikiem odkształcenia.
Z badanym przedmiotem stykają się dwa elementy ekstensometru, które przesuwają się względem siebie w trakcie odkształcania obiektu, a ich ruch przetwarzany jest na inną wielkość fizyczną, najczęściej sygnał elektryczny podlegający pomiarowi.